# Râul Jidoștița
Râul Jidoștița este un curs de apă, afluent al Dunării. 